# Soul on Top
Soul on Top studijski je album od američkog skladatelja, producenta i pjevača Jamesa Browna, objavljen u kolovozu 1966.g.
Na materijalu su zajedno radili Brown, saksofonista Maceo Parker i aranžer i dirigent Oliver Nelson, dok je na snimanju sudjelovao jazz bubnjar i skladatelj Louie Bellson koji je nanovo obradio Brownov veliki funki hit iz 1965. "Papa's Got a Brand New Bag".

## Popis pjesama
1. "That's My Desire" (Helmy Kressa, Carroll Loveday)
2. "Your Cheatin' Heart" (Hank Williams)
3. "What Kind of Fool Am I?" (Leslie Bricusse, Anthony Newley)
4. "It's A Man's, Man's, Man's World" (James Brown, Betty Jean Newsome)
5. "The Man In The Glass" (Bud Hobgood)
6. "It's Magic" (Sammy Cahn, Jule Styne)
7. "September Song" (Maxwell Anderson, Kurt Weill)
8. "For Once in My Life" (Ron Miller, Orlando Murden)
9. "Everyday I Have The Blues" (Memphis Slim)
10. "I Need Your Key (To Turn Me On)" (Louie Bellson)
11. "Papa's Got a Brand New Bag" (Brown)
12. "There Was A Time" (samo na reizdanju iz 2004.) (Brown, Hobgood)

## Izvođači
- Al Aarons - truba
- Jack Arnold - udaraljke
- John Audino - truba
- Louis Bellson - bubnjevi, bandleader
- James Brown - vokal
- Ray Brown - bas
- Pete Christlieb - saksofon
- Jimmy Cleveland - trombon
- Buddy Collette - saksofon
- Nick DiMaio - trombon
- Chuck Finley - truba
- Jim Mulidore - bariton saksofon
- Maceo Parker - tenor saksofon
- Bill Pitman - gitara
- Tom Porello - truba
- Joe Romano - saksofon
- Louis Shelton - gitara
- Kenny Shroyer - trombon
- Bill Tole - trombon
- Frank Vincent - pianino
- Ernie Watts - alt saksofon

## Produkcija
- Producent - James Brown
- Aranžer - Oliver Nelson